# Route alpine Tateyama Kurobe

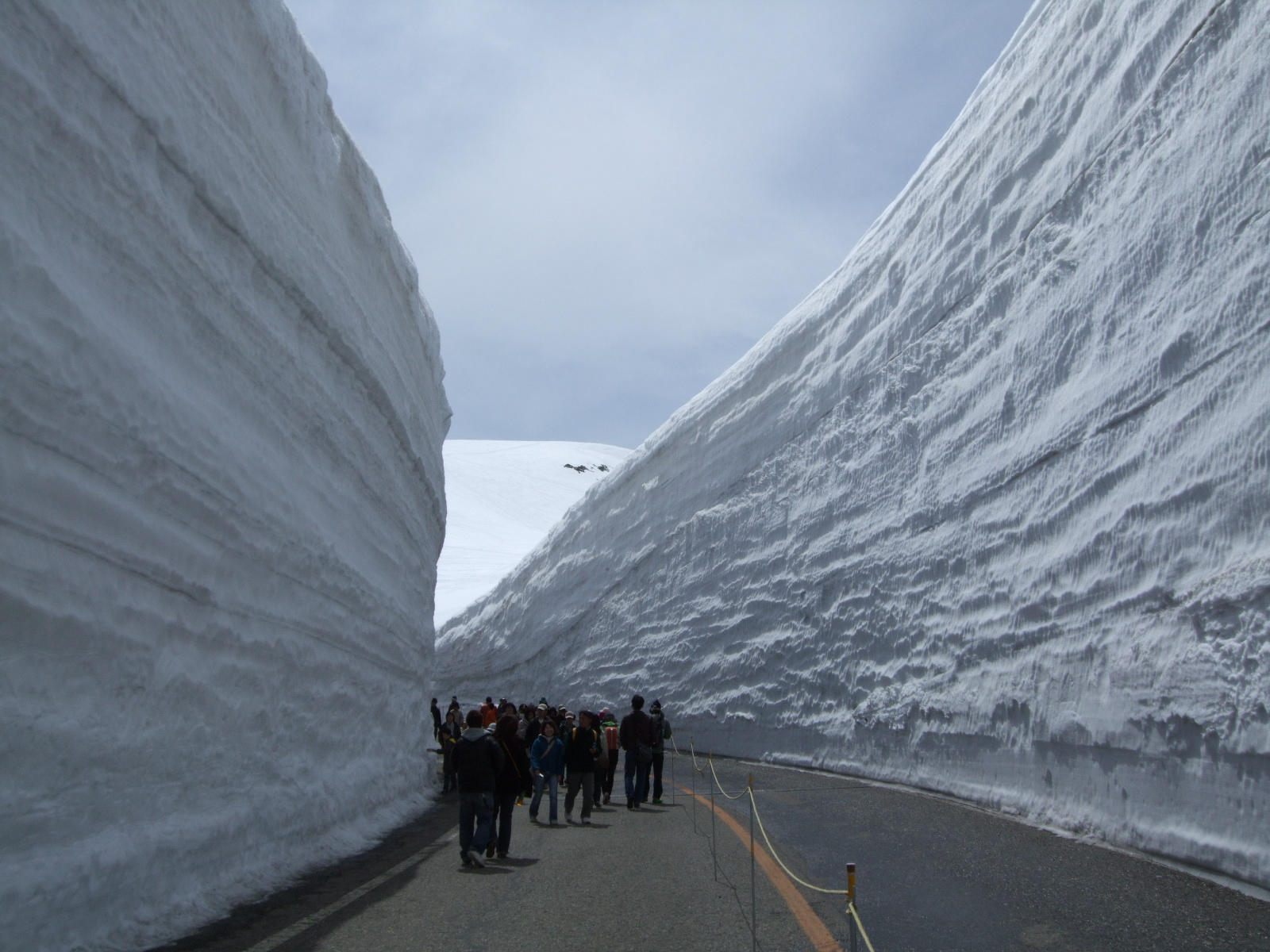
Yukino-ōtani (le « canyon de neige »), sur la route alpine Tateyama Kurobe

La route alpine Tateyama Kurobe (立山黒部アルペンルート, Tateyama Kurobe Arupen Rūto) est une route touristique du Japon reliant les villes de Tateyama et d'Ōmachi. Elle fut ouverte à la circulation le 1er juin 1971.

## Description
La route grimpe de 1 975 mètres sur une distance de seulement 37 kilomètres. Cinq modes de transport sont utilisés sur le parcours : par funiculaire, téléphérique, autocar, trolleybus ou bien simplement par la marche.
L'itinéraire passe à travers Tateyama, dans les Alpes du Nord, et différents attraits touristiques dont le barrage de Kurobe. D'ailleurs, l'usage de la route est purement réservé au tourisme. Le point le plus populaire de la route est sans aucun doute Yukino-ōtani (le « canyon de neige »), une portion de la route ceinte de hauts murs de neige pouvant atteindre jusqu'à 20 mètres de hauteur.

## Détail de la route

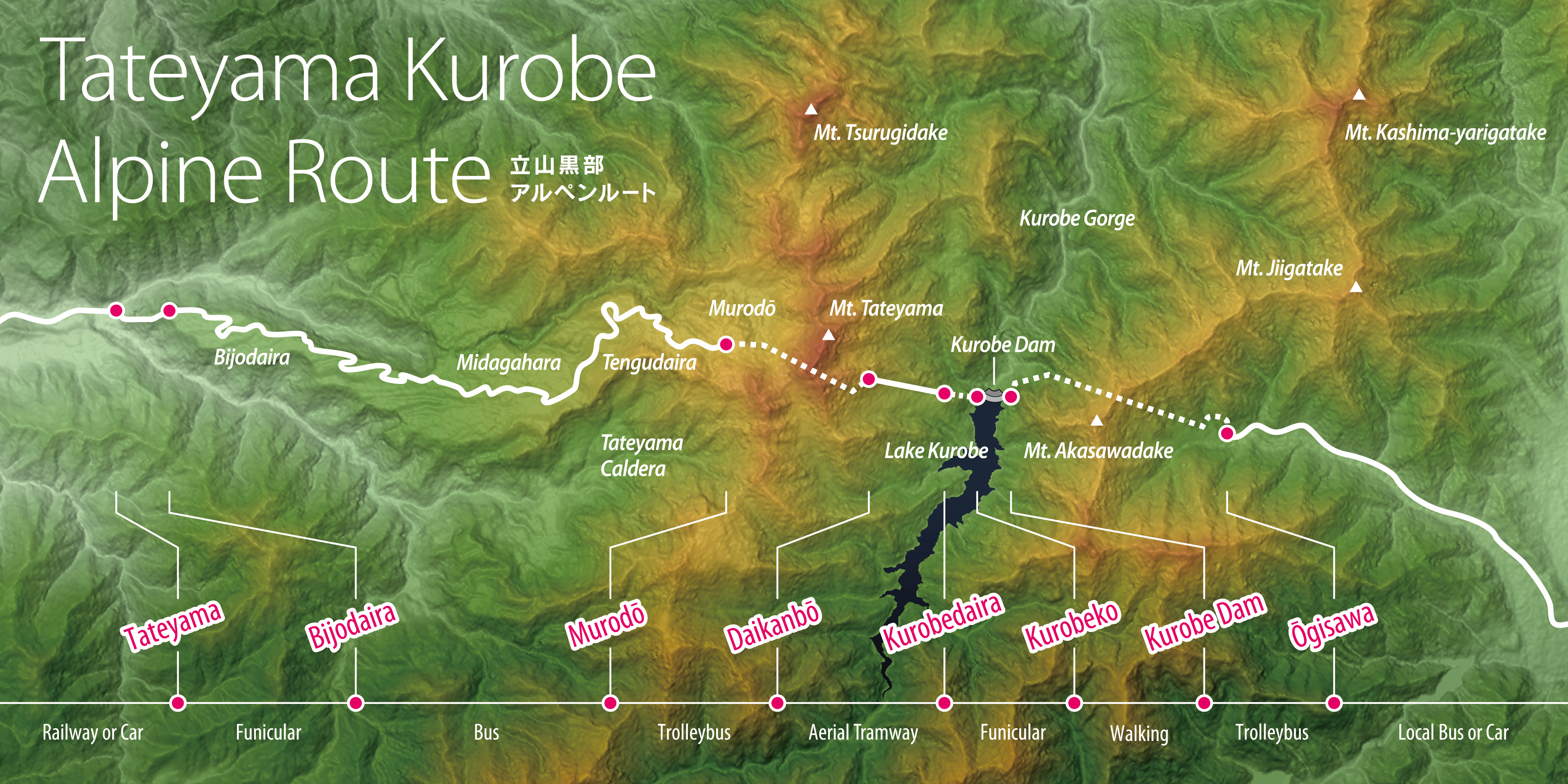

| Stations                    | Stations                    | Mode de transport                                              | Longueur |
| --------------------------- | --------------------------- | -------------------------------------------------------------- | -------- |
| Tateyama (475 m)            | Bijodaira (977 m)           | Funiculaire Tateyama                                           | 1,3 km   |
| Bijodaira (977 m)           | Murodō (2 450 m)            | Bus Tateyama Highland                                          | 23 km    |
| Murodō (2 450 m)            | Daikanbō (2 316 m)          | Bus électrique du tunnel de Tateyama (anciennement trolleybus) | 3,7 km   |
| Daikanbō (2 316 m)          | Kurobedaira (1 828 m)       | Téléphérique Tateyama                                          | 1,7 km   |
| Kurobedaira (1 828 m)       | Kurobeko (1 455 m)          | Funiculaire Kurobe                                             | 0,8 km   |
| Kurobeko (1 455 m)          | Barrage de Kurobe (1 455 m) | Chemin piéton                                                  | 0,6 km   |
| Barrage de Kurobe (1 455 m) | Ōgisawa (1 433 m)           | Bus électrique du tunnel de Kanden (anciennement trolleybus)   | 6,1 km   |